# 大熊猫列表
此列表列出部分大熊猫，包括在世和离世的。大熊猫是一种需要保护的易危物种。野生种群数量估计有所不同；一种估计指出大约有1,590只个体生活在野外，而2006年通过DNA分析进行的一项研究估计，这一数字可能高达2,000至3,000只。

## 著名大熊猫列表

### 在世的著名大熊猫
| 名字             | 出生日期                       | 关系 | 当前位置                         | 图像 |  |
| ---------------- | ------------------------------ | --- | -------------------------------- | ---- |  |
| 白云（雌）       | 1991年9月7日                   | 子女：华美，美生，苏琳，珍珍，云子，小礼物 | 中国大熊猫保护研究中心都江堰基地 |      |  |
| 宝宝（雌）       | 2013年8月23日                  | 母亲：美香 父亲：添添 兄弟：泰山，贝贝，小奇迹 子女：顿顿（豆伴），宝力，宝元                                                                                            | 卧龙中华大熊猫苑神树坪基地       |      |  |
| 贝贝（雄）       | 2015年8月22日                  | 母亲：美香 父亲：添添 姐姐：宝宝 兄弟：泰山，小奇迹，贝贝 | 雅安碧峰峡基地                   |      |  |
| 二顺（雌）       | 2007年8月10日                  | 配偶：大毛，青青 子女：加悦悦和加盼盼，渝可和渝爱 | 重庆动物园                       |      |  |
| 高高（雄）       | 1990年左右（1993年救助于野外） | 配偶：白云 子女：美生，苏琳，珍珍，云子，小礼物 | 都江堰基地                       |      |  |
| 古古（雄）       | 1999年9月25日                  | | 北京动物园                       |      |  |
| 华美（雌）       | 1999年8月21日                  | 母亲：白云 父亲：石石 儿子：团团，美灵，伟伟，华龙，华奥，阳虎 女儿：婷婷，好好，嘉嘉                                                                                    | 碧峰峡基地                       |      |  |
| 和花（雌）       | 2020年7月4日                   | 父亲：美兰 母亲：成功 双胞胎妹妹：和叶 (雌) | 成都大熊猫繁育研究基地           |      |  |
| 加盼盼（雄）     | 2015年10月13日                 | 母亲：二顺 父親: 大毛 兄弟姊妹: 加悦悦，渝可及渝愛 | 成都动物园                       |      |  |
| 加悦悦（雌）     | 2015年10月13日                 | 母亲：二顺 父親: 大毛 兄弟姊妹: 加盼盼，渝可及渝愛 | 成都大熊猫繁育研究基地           |      |  |
| 娇庆（雄）       | 2010年7月15日                  | 配偶：梦梦 子女：梦想，梦圆 | 柏林动物园                       |      |  |
| 林冰（雌）       | 2009年5月27日                  | 母亲：林惠 父亲：创创 | 雅安基地                         |      |  |
| 伦伦（雌）       | 1997年8月25日                  | 配偶：洋洋 儿子：美兰，喜兰 女儿：阿宝（宝兰），美轮，美奂，喜伦，雅伦                                                                                                   | 美国亚特兰大动物园               |      |  |
| 美兰（雄）       | 2006年9月6日                   | 母亲：伦伦 父亲：洋洋 子女：七巧，七喜，福顺，福来，福多多，萌兰，萌玉，萌宝，思念，思筠筠，星光，星辰，绩美，绩兰，绩笑，和风，和雨，和花，和叶，大美，成兰，成风，成浪 | 成都大熊猫繁育研究基地           |      |  |
| 美生（雄）       | 2003年8月3日                   | 母亲：白云 父亲：高高 | 南京汤山紫清湖野生动物世界       |      |  |
| 美香（雌）       | 1998年7月22日                  | 子女：泰山，宝宝，贝贝，小奇迹，傲傲 | 美国华盛顿动物园                 |      |  |
| 阿宝（宝兰，雌） | 2010年11月3日                  | 母亲：伦伦 父亲：洋洋 | 成都大熊猫繁育研究基地           |      |  |
| 梅兰（肉肉，雌） | 2016年5月29日                  | 母亲：梅浜 父亲：勇勇 | 成都大熊猫繁育研究基地           |      |  |
| 苏琳（雌）       | 2005年8月2日                   | 母亲：白云 父亲：高高 | 雅安碧峰峡基地                   |      |  |
| 泰山（雄）       | 2005年7月9日                   | 母亲：美香 父亲：添添 兄弟姐妹：宝宝，贝贝，小奇迹 | 雅安碧峰峡基地                   |      |  |
| 添添（雄）       | 1997年8月27日                  | 母亲：永巴 父亲：盼盼 子女：泰山，宝宝，贝贝，小奇迹 | 美国华盛顿动物园                 |      |  |
| 甜甜（雌）       | 2003年8月24日                  | 配偶：希梦，阳光 子女：博斯，绅威 | 苏格兰爱丁堡动物园               |      |  |
| 圆圆（雌）       | 2004年8月31日                  | 母亲：雷雷 父亲：琳琳 配偶：華靈（團團） 女儿：圆仔，圆宝 | 台北市立动物园                   |      |  |
| 网网（雄）       | 2005年8月31日                  | 母亲：毛毛 父亲：琳琳 | 澳大利亚阿德莱德动物园           |      |  |
| 喜兰（雄）       | 2008年8月30日                  | 母亲：伦伦 父亲：洋洋 | 成都大熊猫繁育研究基地           |      |  |
| 小礼物（雄）     | 2012年7月29日                  | 母亲：白云 父亲：高高 | 九寨沟甲勿海大熊猫保护研究园     |      |  |
| 香香（雌）       | 2017年6月12日                  | 母亲：仙女 父亲：比力 兄弟姊妹: 曉曉和蕾蕾 | 雅安碧峰峡基地                   |      |  |
| 欣欣（雌）       | 1990年7月1日                   | 母亲：朵蔚 父亲：佳佳（Chia Chia） | 墨西哥城查普特佩克动物园         |      |  |
| 洋洋（雄）       | 1997年9月9日                   | 配偶：伦伦 儿子：美兰，喜兰 女儿：阿宝（宝兰），美轮，美奂，喜伦，雅伦                                                                                                   | 美国亚特兰大动物园               |      |  |
| 阳光（雄）       | 2003年8月14日                  | 母亲：泉泉（龙古） 配偶：甜甜 | 苏格兰爱丁堡动物园               |      |  |
| 圆仔（雌）       | 2013年7月6日                   | 母亲：圆圆 父亲：团团 妹妹：圓寶 | 台北市立动物园                   |      |  |
| 圓寶             | 2020年6月28日（4歲）           | 母亲：圆圆 父亲：团团 姊姊：圓仔 | 台北市立动物园                   |      |  |
| 云子（雄）       | 2009年8月5日                   | 母亲：白云 父亲：高高 | 石家庄动物园                     |      |  |
| 珍珍（雌）       | 2007年8月3日                   | 母亲：白云 父亲：高高 | 卧龙神树坪基地                   |      |  |
| 隆浜 (雄)        | 2003年9月8日                   | 母亲：梅梅 父亲：永明 兄弟姊妹: 秋浜 (雙胞胎弟弟) | 成都大熊貓繁育研究基地           |      |  |
| 秋浜 (雄)        | 2003年9月8日                   | 母: 梅梅 父: 永明 兄弟姊妹: 隆浜 (雙胞胎哥哥) | 深圳野生動物園                   |      |  |
| 楓浜 (雌)        | 2020年11月22日                 | 母亲：良浜 父亲：永明 兄弟姊妹: 永浜、梅浜、海浜、陽浜、優浜、桜浜、桃浜、結浜、彩浜                                                                                     | 日本和歌山冒險世界               |      |  |
| 睿寶和輝寶 (雌)  | 2023年7月7日                   | 母亲：愛寶 父亲：樂寶 兄弟姊妹: 福寶 (姊姊) | 韓國愛寶樂園                     |      |  |
| 櫻浜和桃浜 (雌)  | 2014年12月2日                  | 母亲：良浜 父亲：永明 | 成都大熊貓繁育研究基地           |      |  |
| 晴晴 (雌)        | 2007年2月23日                  | 母亲：吉妮 兄弟姊妹: 小白兔 (妹妺) 兒女: 月亮和天天 (女兒) | 揚州世園熊貓館                   |      |  |
| 奇珍 (雌)        | 1999年9月4日                   | 母亲：梅梅 父亲：哈蘭 兄弟姊妹: 8個弟妹 兒女: 10個兒女 | 成都大熊貓繁育研究基地           |      |  |
| 京京 (雄)        | 2018年8月24日                  | 母亲：喜豆 | 卡塔爾熊貓館                     |      |  |
| 婭琳 (開開，雄)  | 2008年7月20日                  | 母亲：婭婭 父亲：屏屏 | 澳門大熊貓館                     |      |  |
| 渝可 (雄)        | 2022年7月22日                  | 母亲：二順 父亲：青青 兄弟姊妹: 渝愛，加盼盼和加悦悦 | 重慶動物園                       |      |  |
| 渝愛 (雌)        | 2022年7月22日                  | 母亲：二順 父亲：青青 兄弟姊妹: 渝可，加盼盼和加悦悦 | 重慶動物園                       |      |  |
| 妹豬 (雌)        | 2024年6月18日                  | 母亲：菊萌萌 父亲：家和 兄弟姊妹: | 長隆動物園                       |      |  |
| 加加 (雌)        | 2024年8月15日                  | 母亲：盈盈 父亲：樂樂 兄弟姊妹: 得得 (雙胞胎弟弟) | 香港海洋公園                     |      |  |
| 得得 (雄)        | 2024年8月15日                  | 母亲：盈盈 父亲：樂樂 兄弟姊妹: 加加 (雙胞胎姊姊) | 香港海洋公園                     |      |  |

### 离世的著名大熊猫
| 名字                   | 出生日期                  | 死亡日期                                  | 关系                                          | 位置                             | 图像 |
| ---------------------- | ------------------------- | ----------------------------------------- | --------------------------------------------- | -------------------------------- | ---- |
| 巴斯（雌）             | 1980年                    | 2017年9月13日                             | 野外救助                                      | 海峡（福州）熊猫世界             |      |
| 姬姬（雌）             | 1957年                    | 1972年7月22日                             | 野外救助                                      | 伦敦动物园                       |      |
| 创创（雄）             | 2000年8月6日              | 2019年9月16日                             | 母亲：白雪 父亲：新兴                         | 泰国清迈动物园                   |      |
| 竹琳（雄）             | 1982年9月4日              | 1996年4月29日                             | 母亲：绍绍 父亲：强强                         | 马德里动物园                     |      |
| 林惠（雌）             | 2001年9月28日             | 2023年4月19日                             | 母亲：唐唐 父亲：盼盼                         | 泰国清迈动物园                   |      |
| 陵陵（雄）             | 1985年9月5日              | 2008年4月30日                             |                                               | 上野动物园                       |      |
| 玲玲（雌）和兴兴（雄） | 玲玲：1969年 兴兴：1970年 | 玲玲：1992年12月30日 兴兴：1999年11月28日 | 都救助于野外，这对夫妇有5只幼崽，但都不幸夭折 | 华盛顿特区国家动物园             |      |
| 明明（雌）             | 1977年                    | 2011年5月7日                              |                                               | 广州香江野生动物世界             |      |
| 盼盼（雄）             | 1985年                    | 2016年12月28日                            | 救助于四川省宝兴县                            | 中国大熊猫保护研究中心都江堰基地 |      |
| 潘多拉（雌）           | 1937/38                   | 1941年                                    | 救助于灌县                                    | 纽约布朗克斯动物园               |      |
| 石石（雄）             | 20世纪70年代              | 2008年7月5日                              | 救助于四川                                    | 圣地亚哥动物园、广州动物园       |      |
| 苏琳（雄）             | 20世纪30年代              | 1938年                                    | 捕获于野外                                    | 菲尔德自然历史博物馆             |      |
| 桃桃（雌）             | 1972年                    | 2008年4月2日                              |                                               | 济南动物园                       |      |
| 朵蔚（雌）             | 1981年7月21日             | 1993年10月16日                            | 配偶：佳佳 母亲：迎迎 父亲：贝贝 女儿：欣欣   | 墨西哥查普特佩克动物园           |      |
| 团团（雄）             | 2004年9月1日              | 2022年11月19日                            | 母亲：华美 父亲：灵灵 女儿：圆仔，圆宝        | 台北市立动物园                   |      |
| 祥祥（雄）             | 2001年8月25日             | 2007年2月19日                             |                                               | 卧龙国家级自然保护区             |      |
| 梅梅 (雌)              | 1994年8月31日             | 2008年10月15日                            | 配偶: 哈蘭和永明 兒女: 9個 (包括良浜在內)     | 日本和歌山冒險世界               |      |

## 动物园
亚洲
中国内地

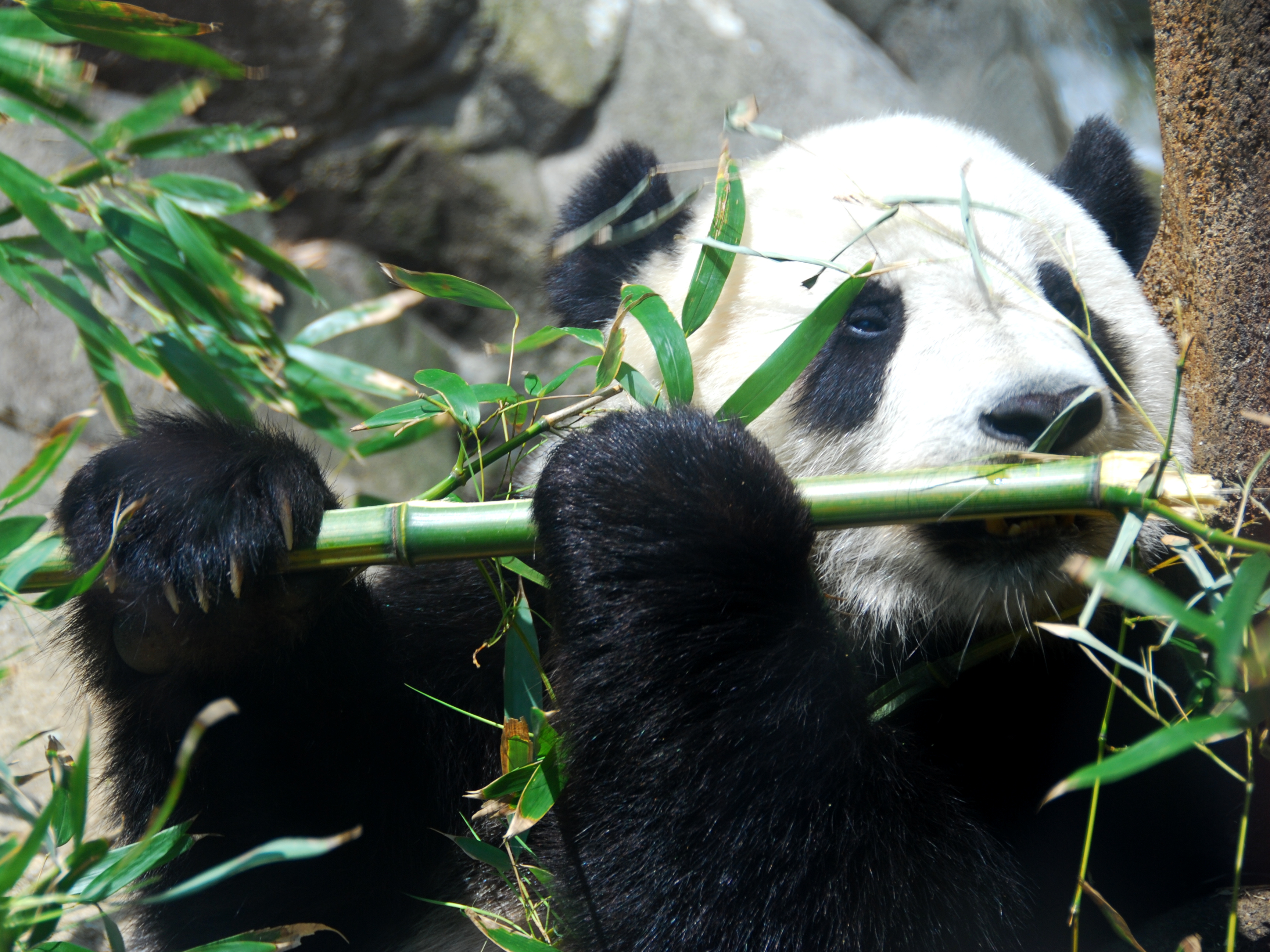
大熊猫泰山，2007年6月

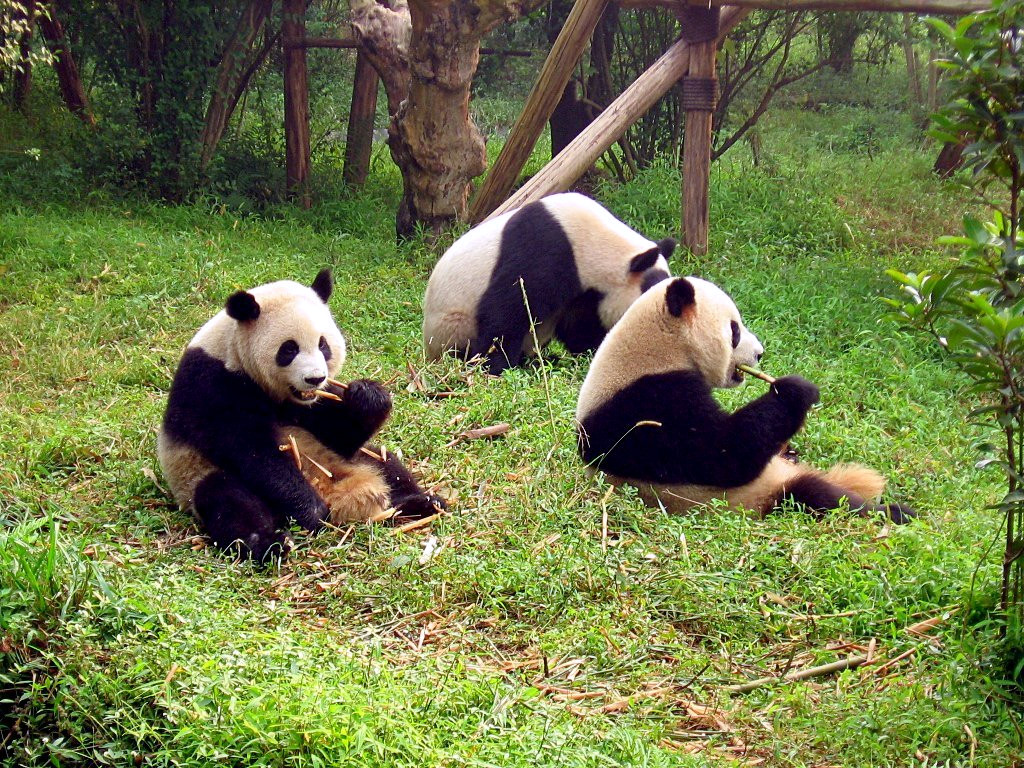
成都大熊猫繁育研究基地的熊猫

中国内地的许多动物园和繁育中心都饲养大熊猫，包括：
- 北京动物园——古古的家。动物园还曾饲养第一只人工饲养大熊猫明明（2011年5月7日离世）。
- 上海动物园
- 四川雅安碧峰峡熊猫基地——美国出生的大熊猫美生、华美、泰山、[7]苏琳、[8]和珍珍的家。[8]也是出生于奥地利的福龙的家。[9]
- 成都大熊猫繁育研究基地——拥有100多只大熊猫和小熊猫。2006年，在这里诞生了12只幼崽。[10]是出生于日本的雄浜[11]和出生于美国的美兰的家。[12]
- 成都动物园
- 位于四川卧龙国家级自然保护区的中国大熊猫保护研究中心——2006年这里诞生了17只幼崽。[10]
- 重庆动物园
- 广州长隆野生动物世界——2014年7月，诞生了非常罕见的大熊猫三胞胎（萌萌，帅帅和酷酷）并存活至今。[13]
- 大连森林动物园——飞云、妙音（彩珍）和金虎的家。[14]

亚洲其他地方
- 香港海洋公园——安安、佳佳、盈盈、乐乐[15]
- 澳门大熊猫馆——来自成都的开开、心心和他们的子女健健、康康[16]
- 台北市立动物园——团团和圆圆以及他们的女儿圆仔和圆宝[17][18]
- 泰国清迈动物园——创创、林惠和林冰[19][20]
- 日本和歌山县白滨町冒险世界——梅梅、永明、良滨、樱浜、桃浜[21][22]。梅梅是十只幼崽的母亲，于2008年10月15日离世。[23][24]
- 日本兵库县神户王子动物园——兴兴（龙龙），旦旦[25]
- 新加坡河川生态园——于2012年接收两只大熊猫凯凯和嘉嘉[26]
- 印度尼西亚西爪哇茂物的塔曼野生动物园——2017年9月28日，印尼收到中国政府借用的两只大熊猫彩陶（雄）和湖春（雌）。[27]
- 日本东京台东上野动物园——比力、仙女和他们的女儿香香、龙凤双胞胎晓晓（雄）和蕾蕾（雌）
- 马来西亚吉隆坡国家动物园——靓靓（凤仪）和兴兴（福娃），他们的女儿谊谊和升谊[28]
- 韩国龙仁爱宝乐园动物园——爱宝（华妮，雌）和乐宝（园欣，雄），他们的女儿福宝（雌）和一对双胞胎姊妹[29][30]
- 朝鲜中央动物园[31]——曾有中国赠送的大熊猫。[32]

澳洲
- 阿德莱德动物园——网网和福妮。它们于2009年11月28日抵达，并于12月14日展出。它们预计将居住到2024年下半年，是唯二生活在南半球的大熊猫。[33]

欧洲

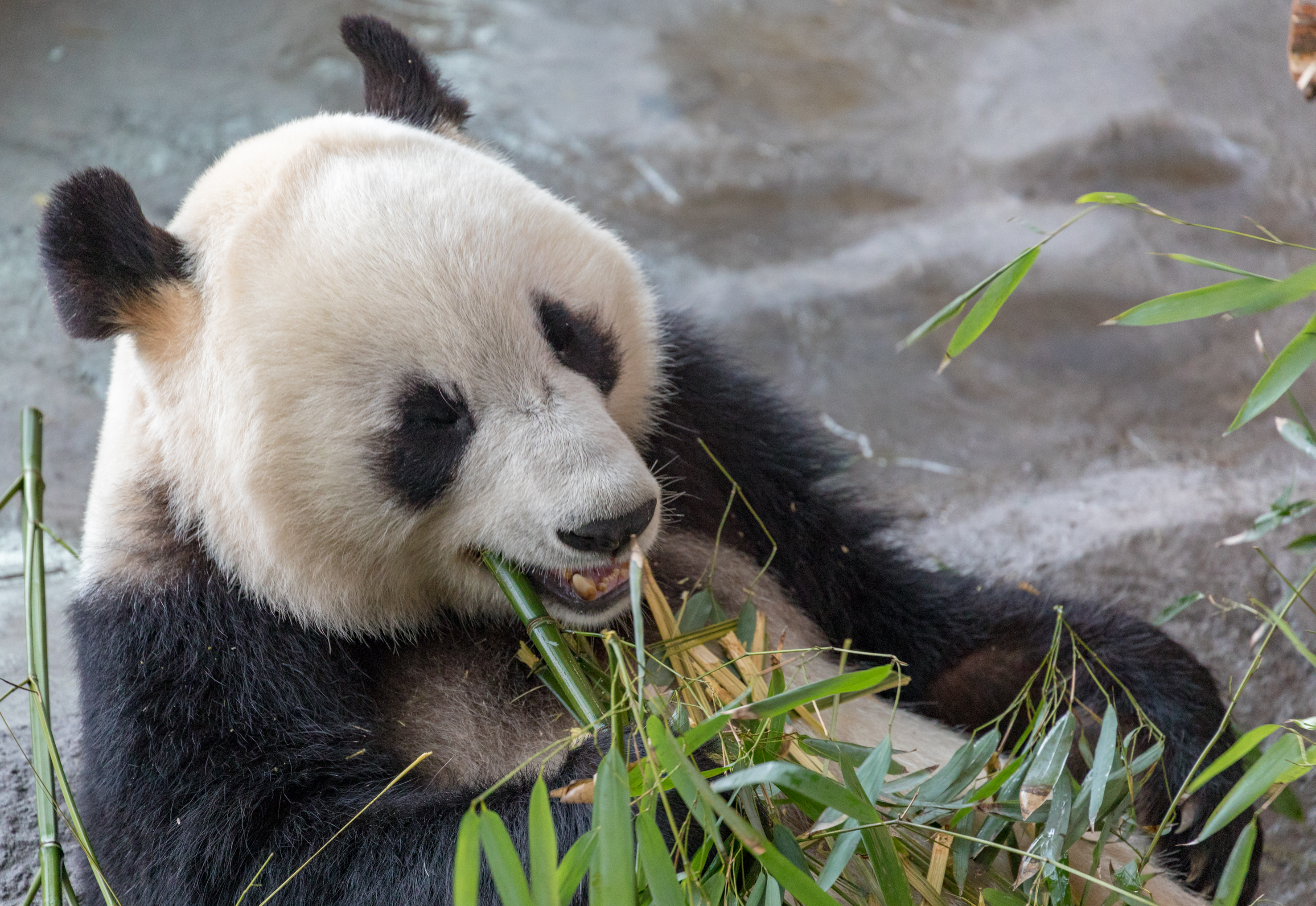
芬兰艾赫泰里动物园的大熊猫

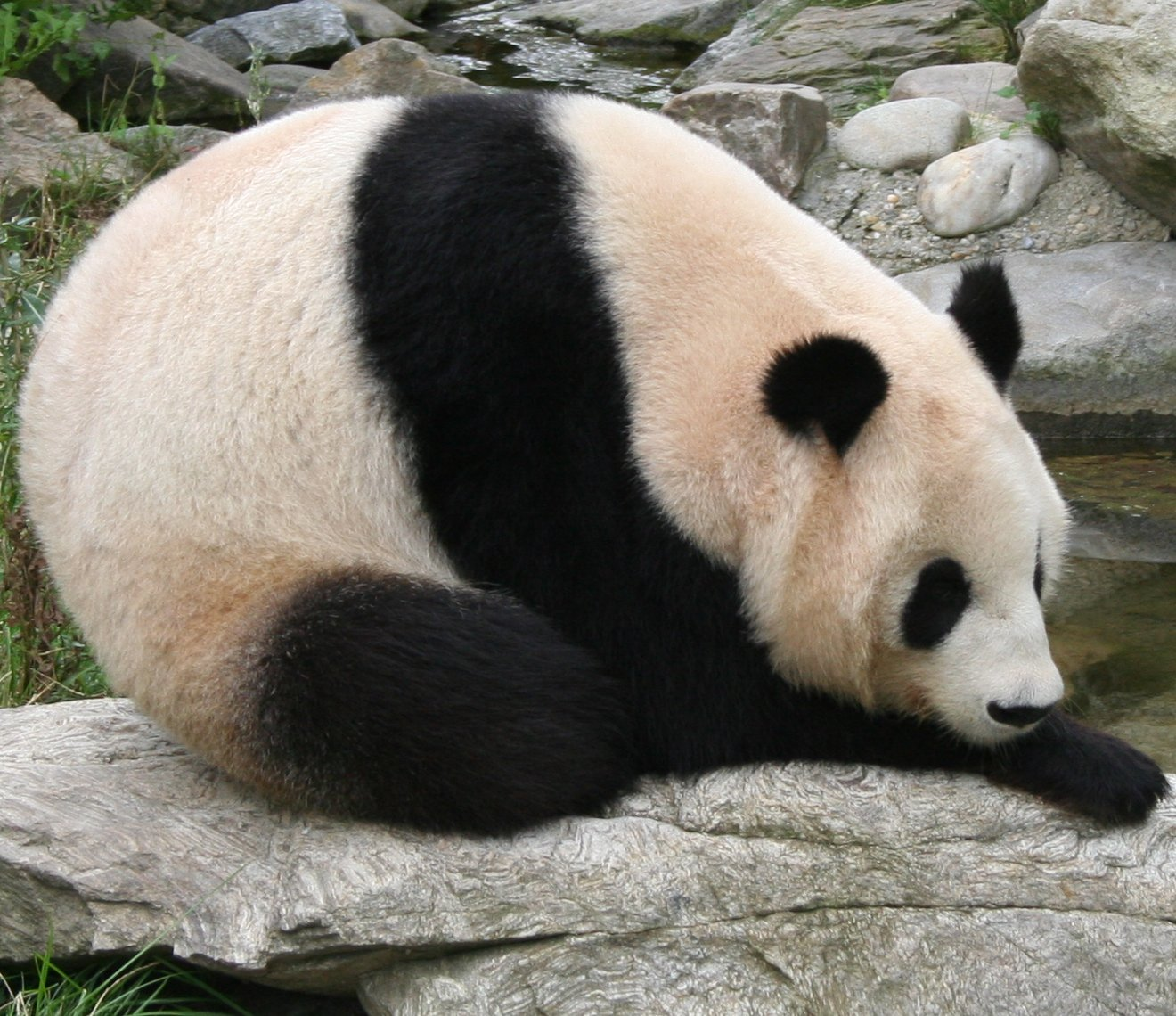
2006年，维也纳动物园的龙徽，已离世

- 德国柏林动物园——是宝宝的故居，宝宝于2012年离世，享年34岁[34][35]，是当时世界上年龄最大的雄性人工饲养大熊猫，在柏林生活了二十五年但没有后代。娇庆和梦梦夫妇自2017年起移居在柏林。2019年，他们生下了双胞胎兄弟梦圆和梦想。
- 奥地利美泉宫动物园——阳阳（雌）和龙徽（雄）的家，他们于2007年生下福龙（雄），[36]于2010年生下福虎（雄）[37]，2013年生下福豹（雄）。之后返回中国的福龙是25年来第一只在欧洲出生的熊猫。[36]2016年8月，生下双胞胎福凤（雌）和福伴（雄）。[38]
- 西班牙马德里动物园·水族馆——自2007年以来，这里一直是冰星（雄）和花嘴巴（雌）的家。2010年9月7日，他们生下了双胞胎幼崽阿宝和德德[39]。幼崽“星宝”（雌）于2013年出生，“竹莉娜”（雌）于2016年9月出生。[40]该动物园也是欧洲首只在人工饲养环境下通过人工授精方式出生的大熊猫竹琳（雄）于1982年出生的地方，它的父母绍绍（雌）和强强（雄）于1978年抵达。[41][42]
- 苏格兰爱丁堡动物园——自2011年12月4日起成为甜甜（雌）和阳光（雄）的家。[43]
- 法国博瓦勒动物园——自2012年1月15日起成为欢欢（雌）和圆仔（雄）的家，他们的孩子有欢黎黎、圆嘟嘟和圆梦（2023年7月25日返回中国）。[44]
- 比利时天堂动物园（Pairi Daiza）——自2014年2月以来一直是好好（雌）和星徽（雄）的家，他们2016年6月2日出生的幼崽命名为天宝（雄），2019年8月8日出生的双胞胎命名为宝弟（雄）和宝妹（雌）。[45]

- 荷兰雷嫩奥韦汉德动物园——自2017年4月起成为星雅（雄）和武雯（雌）的家，他们的孩子是梵星。[46]
- 芬兰艾赫泰里动物园——自2018年1月起成为金宝宝和华豹的家。[47] 動物園於2024年9月表示，受新冠疫情影響遊客數量，加上通脹嚴重，導致園方財政困難，因此決定提前歸還大熊貓。預計兩隻大熊貓將進行約一個月的隔離檢疫，之後送返中國 。[48]
- 丹麦哥本哈根动物园——自2019年4月起成为毛笋（毛二，雌）和星二（雄）的家。[49]
- 俄罗斯莫斯科动物园——自2019年4月29日起成为丁丁（雌）和如意（雄）的家。[50]

北美

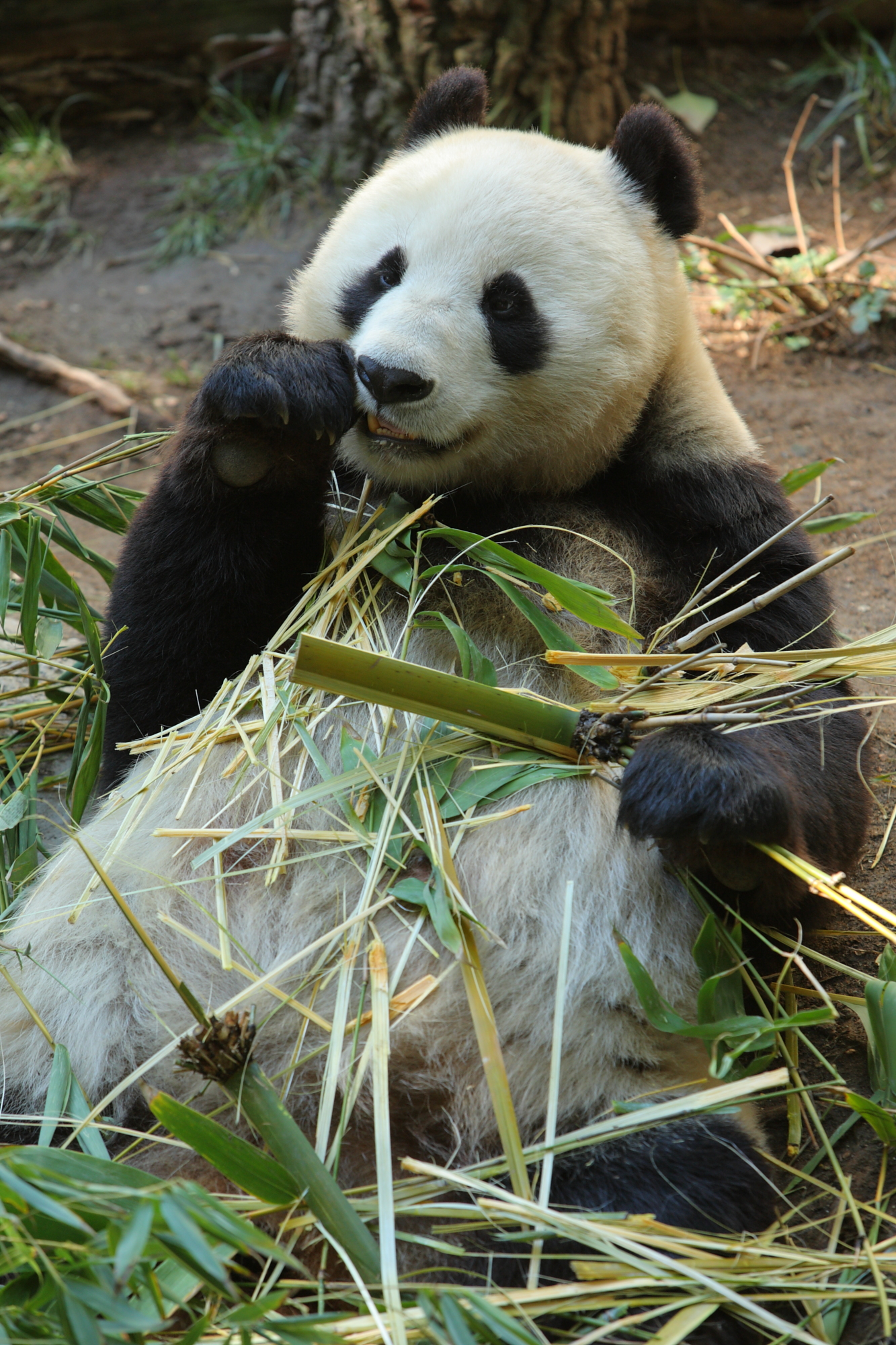
白云，原在圣地亚哥动物园，现在中国大熊猫保护研究中心都江堰基地，已在人工饲养中产下6只幼崽，被认为是繁殖最成功的人工饲养大熊猫之一。

- 墨西哥查普尔特佩克动物园——秀华（1985年6月25日出生），双双（1987年6月15日出生）和欣欣（1987年6月15日出生）的家，欣欣的母亲是1981年7月21日出生于查普尔特佩克动物园的朵蔚，朵蔚于1993年11月16日离世。[51][52]
- 美国国家动物园——美香（雌）和添添（雄）的家，[53]以及它们的幼崽小奇迹。[54]
- 亚特兰大动物园——伦伦（雌）、洋洋（雄）、喜兰和宝兰（阿宝）[55][56]，双胞胎雌性幼崽美轮和美奂[55]，双胞胎幼崽雅伦和喜伦的家。[55][57]
- 孟菲斯动物园——丫丫（雌，2000年8月3日—）[58]和乐乐（雄，1998年7月18日—2023年2月1日）的故居。[59][60]
- 加拿大多伦多动物园和卡尔加里动物园曾饲养一对大熊猫二顺（雌）和大毛（雄）。他们于2013年3月抵达加拿大多伦多动物园，分别在多伦多和卡尔加里两地生活，在加拿大度过了7年后于2020年11月返回中国。[61][62][63]1985年，大熊猫清清和泉泉访问加拿大，在多伦多动物园住了100天。[64]

北美出生的大熊猫
- 朵蔚（Tohui，塔拉乌马拉语，意为“孩子”，1981年7月21日—1993年11月16日），墨西哥城查普特佩克动物园的一只雌性大熊猫，是第一只在中国境外人工饲养出生并存活的大熊猫。她的父母是迎迎（雌）和贝贝。[65]
- 华美，1999年出生于圣地亚哥动物园，2004年返回中国。[66]
- 美生，2003年出生于圣地亚哥动物园，2007年返回中国。[66]
- 泰山，2005年7月9日出生于华盛顿特区国家动物园，[67]2010年返回中国。
- 苏琳，2005年8月2日出生于圣地亚哥动物园，2010年返回中国。[66]
- 美兰，2006年9月6日出生于亚特兰大动物园，2010年返回中国。
- 珍珍，2007年8月3日出生于圣地亚哥动物园，2010年返回中国。[66]
- 喜兰，2008年8月30日出生于亚特兰大动物园，2014年返回中国。[56]
- 云子，2009年8月5日出生于圣地亚哥动物园，2014年返回中国。[66]
- 阿宝（宝兰），2010年11月3日出生于亚特兰大动物园。[56]
- 小礼物，2012年7月29日出生于圣地亚哥动物园。[66]
- 宝宝，2013年8月23日出生于华盛顿特区国家动物园，2017年2月21日返回中国。[68][69][70]
- 2015年8月22日，美香在华盛顿国家动物园产下一对双胞胎——贝贝和一只未命名的幼崽，后者几天后不幸夭折。[71][72]
- 双胞胎加盼盼和加悦悦，于2015年10月13日在多伦多动物园出生，是二顺和大毛的孩子。[73][74]
- 美轮和美奂[75]
- 小奇迹于2020年8月21日在华盛顿特区国家动物园出生，父母是添添（雄）和美香。[54]他们一家人预计将在2023年底返回中国。[76]